# Collégiale Saint-Martin de Lorgues
L'église Saint-Martin de Lorgues est une ancienne collégiale située à Lorgues, en France,.

## Localisation
L'église est située à Lorgues, dans le département français du Var.

## Historique
L'église est classée au titre de la loi du 31 décembre 1913 sur les monuments historiques depuis le 10 avril 1997.
L'évêque de Fréjus érigea en collégiale la première église Saint-Martin de Lorgues en 1421, celle-ci qui se trouvait dans la vieille ville fut remplacée par l'actuelle  dont la construction débuta en 1704 et qui garda le nom de Saint-Martin. C'est le cardinal de Fleury futur premier ministre de Louis XV, alors évêque de Fréjus, qui posa la première pierre : « En l'an de grâce 1704, sous le pontificat de Clément XI, sous le règne de Louis XIV le Grand... ». Sa construction fut terminée en 1729. 

## Description
C'est l'une des plus grandes églises du département du Var. Longue de 56 mètres et large de 31, elle se compose d'une nef centrale et de deux collatéraux divisés en cinq travées.
Grand orgue de tribune,,,,.
Objets mobiliers Collégiale et église paroissiale Saint-Martin :
* Maître autel.
* Statue-reliquaire du retable de saint Martin : Saint Martin.
* Retable de saint Martin, autel, 2 gradins d'autel et tabernacle.
* Ensemble du mobilier,.

## Bibliographie

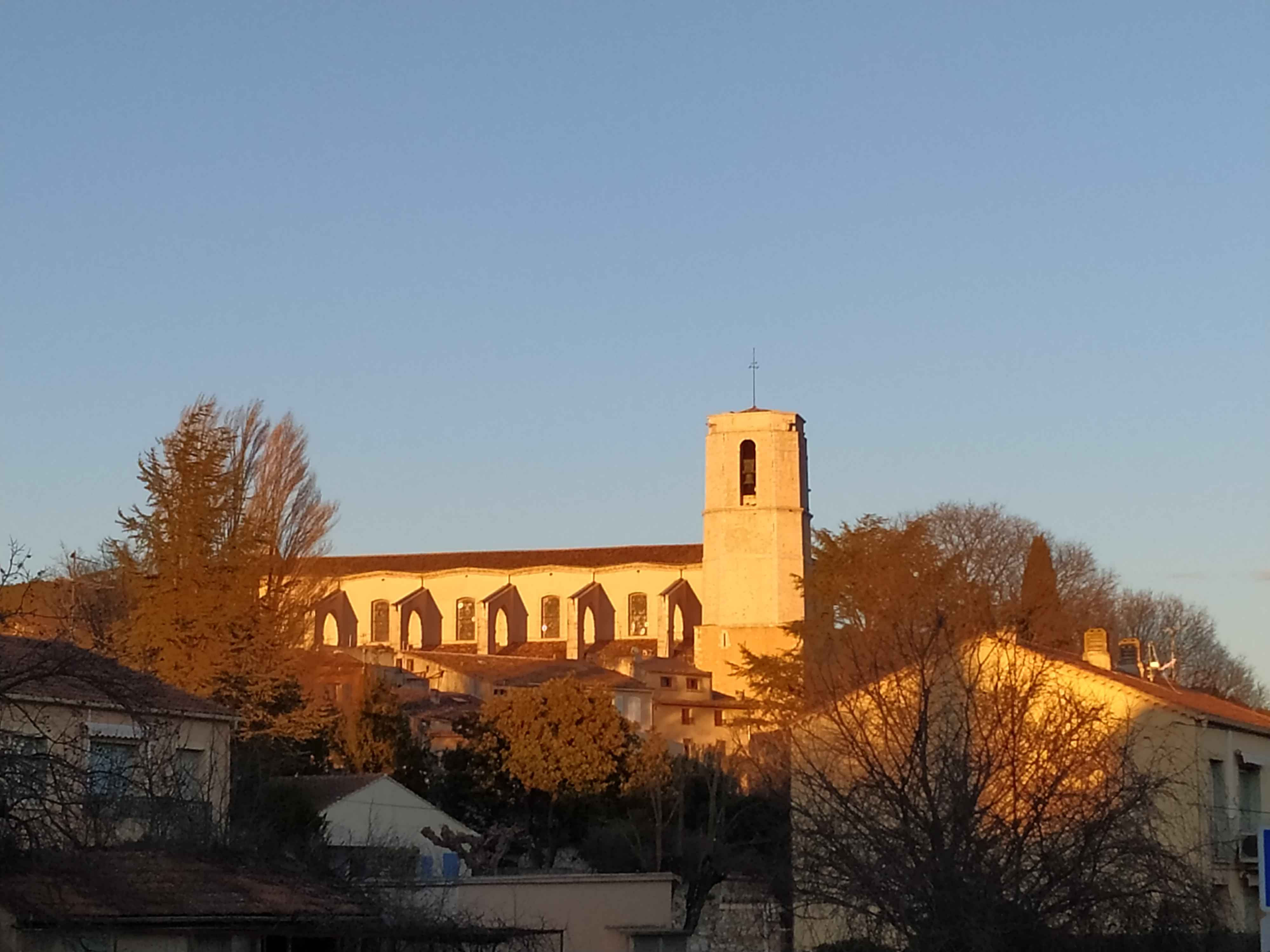
Collégiale St Martin, à Lorgues